# Original anime video
Original anime video (オリジナル・アニメ・ビデオ?, orijinaru anime bideo, lett. "video anime originale"), spesso abbreviato in OAV e detto anche original video animation (オリジナル・ビデオ・アニメーション?, orijinaru bideo animēshon, lett. "video d'animazione originale", OVA) è un'espressione giapponese usata per indicare gli anime pubblicati direttamente per il mercato home video senza prima essere stati trasmessi in televisione o proiettati nei cinema.
In generale gli OAV tendono ad essere caratterizzati da un'elevata qualità tecnica, paragonabile in alcuni casi a quella dei film. In Giappone, l'acronimo originario OAV è stato gradualmente sostituito con l'equivalente OVA, in quanto OAV può essere spesso confuso con gli adult video (アダルト・ビデオ?, adaruto bideo, lett. "video per adulti", AV). Si parla anche di original anime DVD (オリジナル・アニメ・DVD?, orijinaru anime DVD, lett. "DVD anime originale", OAD) con riferimento ad anime pubblicati solo su DVD e venduti in abbinamento con le edizioni speciali del manga da cui sono tratti, ovvero di episodi di anime televisivi non trasmessi e pubblicati solo nell'edizione home video della serie.

## Storia
Con il crescere del mercato dei videoregistratori negli anni ottanta, l'industria giapponese degli anime crebbe fino a dimensioni gigantesche. La richiesta di serie animate era massiccia ed i consumatori erano disponibili a comprarle direttamente nei negozi per poterle vedere senza aspettare il passaggio televisivo. Di conseguenza molte opere vennero prodotte direttamente per il mercato home video, e se questo nel mercato occidentale comporta generalmente una qualità inferiore, in Giappone, data l'enorme richiesta, tale scelta produttiva si caratterizza al contrario per un livello qualitativo più elevato e, spesso, per una maggiore libertà creativa. Molte serie popolari ed influenti come Bubble Gum Crisis, Chi ha bisogno di Tenchi? e Punta al Top! Gunbuster, ad esempio, furono pubblicate direttamente come OAV.
Sebbene già negli anni settanta fossero stati pubblicati anime direttamente per il mercato home video, il primo OAV ufficiale (cioè etichettato come tale) fu Dallos di Mamoru Oshii e Hisayuki Toriumi, realizzato dallo studio Pierrot e prodotto dalla Bandai nel 1983. Altre compagnie seguirono rapidamente, e per la metà degli anni ottanta il mercato era già sommerso di OAV. Diversamente dalle serie televisive realizzate per essere contenute in una stagione, un OAV può essere teoricamente di qualunque lunghezza. L'alta qualità del prodotto, peraltro, può comportare periodi di attesa tra gli episodi anche di diversi mesi.
Con il peggiorare dell'economia giapponese negli anni novanta la produzione di OAV si è però progressivamente ridotta. Alcuni OAV vengono ancora prodotti, ma sono molto meno comuni, anche a causa della tendenza a realizzare serie anime televisive di soli 13 episodi (o al massimo 26) che hanno tempi di commercializzazione home video più ridotti. Nello stesso tempo l'OAV è invece divenuto il format consueto per le produzioni hentai, sempre più numerose.
La serie di OAV più lunga mai prodotta è Legend of the Galactic Heroes composta da 162 episodi tra serie principale e sequel, oltre che da un film.